# Brug 2355
Brug 2355 is een bouwkundig kunstwerk in Amsterdam-West, wijk Westergasfabriek.
De brug werd aangelegd tijdens de herbestemming van de terreinen van de voormalige Westergasfabriek langs de Haarlemmertrekvaart. Die terreinen werden van 1997 tot 2003 gesaneerd en opnieuw ingericht onder leiding van Karthyn Gustafson en Francine Houben van Mecanoo. Er moesten tal van nieuwe waterwegen en overspanningen aangelegd worden. In dat kader werd ook brug 2355 gebouwd. Ze verzorgt de verbinding tussen het Brettenpad, een doorlopende voet- en fietsverbinding tussen Westerpark en Halfweg, het Overbrakerpad en de terreinen rondom de Gosschalklaan. De brug is dan ook alleen toegankelijk voor voetgangers en fietsers.
De geknikte brug ligt tussen betonnen landhoofden; de overspanning wordt verzorgd door stalen balken waarop houten planken zijn gelegd. De balustraden/leuningen zijn van metaal. Holle ruimten onder de brug zijn opgevuld met houtblokjes. Onder de brug stroomt een niet bevaarbaar dichtgegroeid kunstmatig aangelegd beekje.

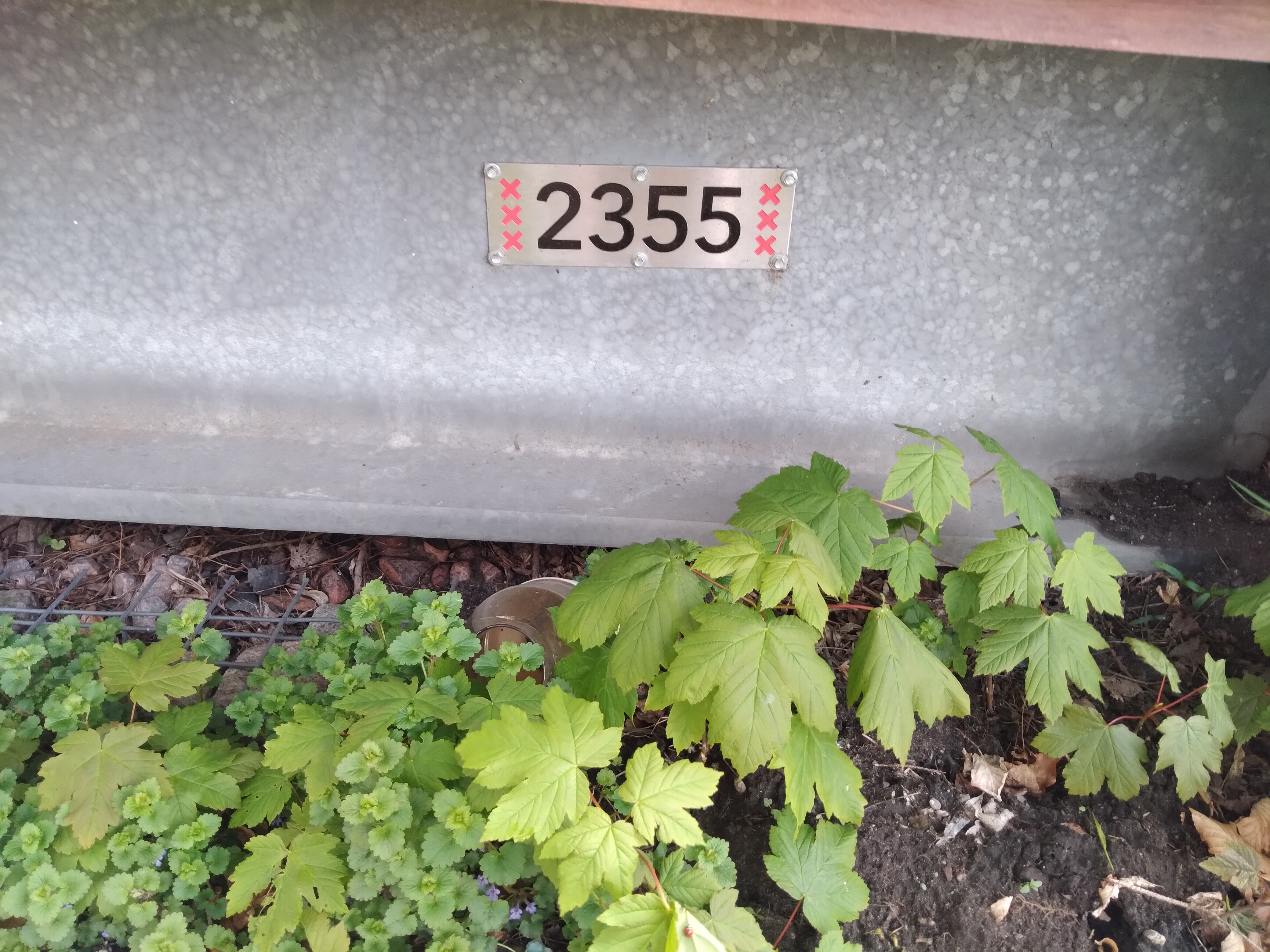
Brugplaatje (mei 2021)

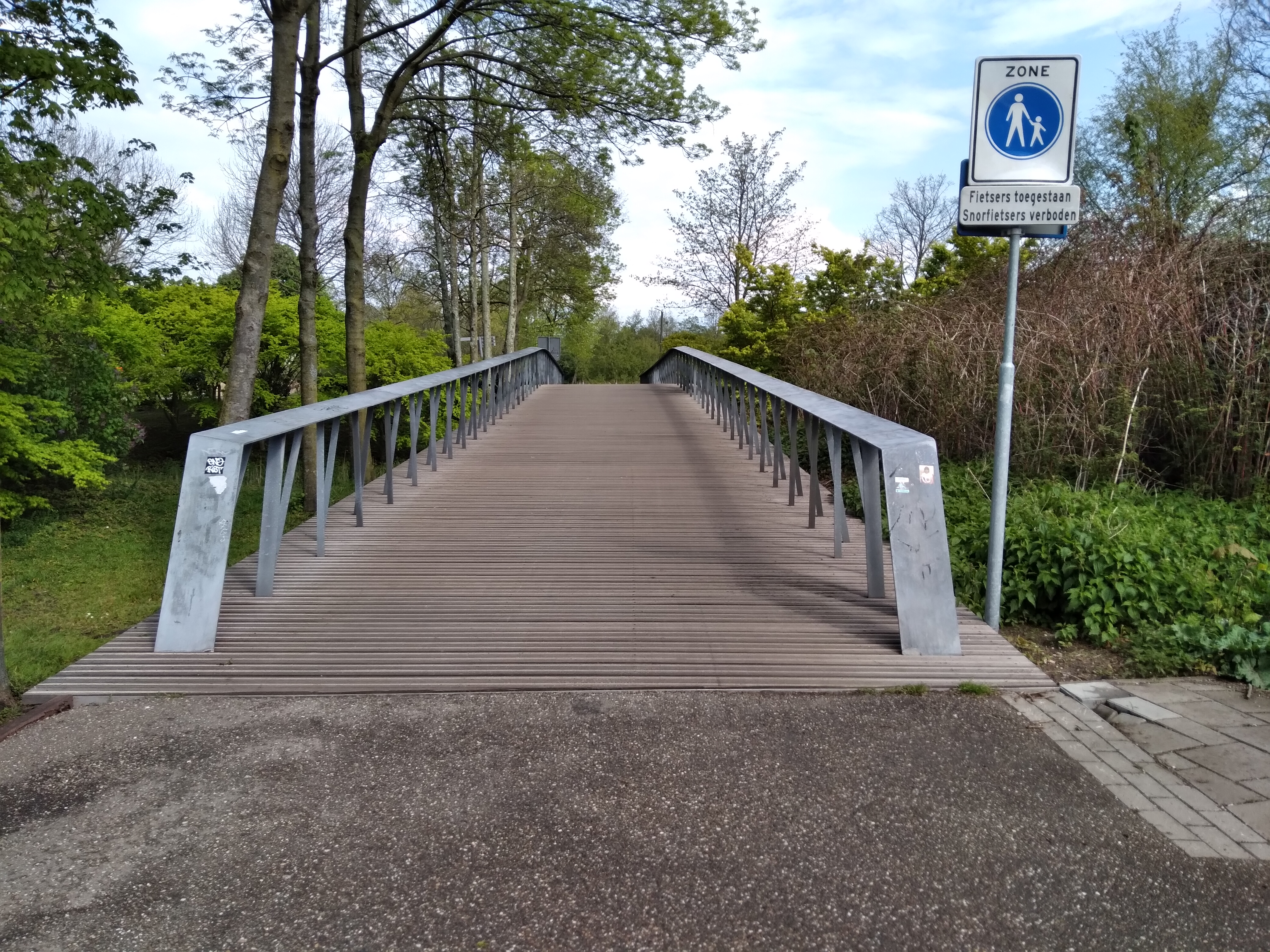
Brug 2355 richting noorden (mei 2021)